# Cairano
Cairano é uma comuna italiana da região da Campania, província de Avellino, com cerca de 411 habitantes. Estende-se por uma área de 13 km², tendo uma densidade populacional de 32 hab/km². Faz fronteira com Andretta, Calitri, Conza della Campania, Pescopagano (PZ).

## Demografia
| Variação demográfica do município entre 1861 e 2011                               |
|                                                                                   |
| Fonte: Istituto Nazionale di Statistica (ISTAT) - Elaboração gráfica da Wikipedia |